# Ilhéu da Contenda
Pour plus de détails, voir Fiche technique et Distribution.
Ilhéu da Contenda (O Ilhéu de Contenda) est un film caboverdo-belgo-franco-portugais réalisé par Leão Lopes et sorti en 1996. 
Il s'agit de l'adaptation du roman Un domaine au Cap-Vert (Ilhéu da Contenda) de Henrique Teixeira de Sousa, paru par l'édition O Século en 1978.

## Synopsis
Le film se déroule dans l'île de Fogo, au Cap-Vert sous l'empire portugais, en 1964. Il relate du dernier descendant d'une ancienne famille de propriétaires de l'île, malgré l'évolution de la société cap-verdienne à cette époque où le pouvoir de l'aristocratie, qui possède les grands domaines de l'île, est menacé par l'émergence de nouvelles catégories sociales, notamment les métis qui vivent principalement du commerce. La culture de l'île évolue aussi, mêlant les influences africaines et portugaises.

## Fiche technique
Sauf indication contraire ou complémentaire, les informations mentionnées dans cette section proviennent du générique de fin de l'œuvre audiovisuelle présentée ici.
- Titre original : O Ilhéu de Contenda
- Titre français : Ilhéu da Contenda
- Réalisation : Leão Lopes (en)
- Scénario : José Fanha	et Leão Lopes, d'après Un domaine au Cap-Vert (Ilhéu da Contenda) de Henrique Teixeira de Sousa
- Musique : Manuel Paulo Felgueiras (pt)
- Décors : Miguel Mendes
- Costumes : Teresa Campos
- Photographie : João Abel Aboim
- Son : Francisco Veloso
- Montage : Denise Vindevogel
- Production : Paulo De Sousa (Vermedia)
  - Coproduction : Maurice Brover (MBSA), Thierry de Coster et Hubert Toint (Saga Film)
- Sociétés de production : Vermedia, en coproduction avec Instituto do Cinema do Cabo Verde (ICC), MBSA, Rádio e Televisão de Portugal (RTP) et Saga Film[2]
- Sociétés de distribution : Marfilmes (monde), Filmes Castello Lopes (Portugal)
- Pays de production :  Belgique,  Cap-Vert,  France,  Portugal
- Langue originale : portugais
- Format : couleur — 35 mm, 1,66:1[2]
- Genre : drame, historique
- Durée : 110 minutes
- Dates de sortie :
  - Belgique : janvier 1996 (Festival du film international de Bruxelles)[3]
  - Portugal : septembre 1996 (Festival international de cinéma de Figueira da Foz)[3] ; 5 juillet 1999 (sortie nationale)[4]
  - France : 10 novembre 1996 (Festival international du film d'Amiens)
  - Cap-Vert : n/a

## Distribution
Sauf indication contraire ou complémentaire, les informations mentionnées dans cette section proviennent du générique de fin de l'œuvre audiovisuelle présentée ici.
- João Lourenço (pt) : Eusébio
- Camacho Costa (en) : Felisberto
- Filipe Ferrer (en) : Alberto
- Fernanda Alves : Nha Mariquinha
- Betina Lopes : Soila
- Luísa Cruz (en) : Esmeralda
- Mano Preto : Chiquinho
- Cecília Guimarães : Nha Noca
- Pedro Wilson : Dr Vicente
- Teresa Madruga : Belinha
- Isabel de Castro : Nha Caela
- Horácio Santos-Lalacho : Anacleto
- Luís Mascarenhas : l'inspecteur
- Tiago Estrela : Dr Rafael
- Laurinda Ferreira	: Alice
- Marina Albuquerque (en) : Ondina
- Carlos Rodrigues : Augusto Foleiro
- João Medina : Frank Peito d'Ouro
- Henrique Espírito Santo : le gouverneur
- Leandro Ferreira : Père Victório
- Miguel Trovoada : l'administrateur
- José Fanha : Carneiro
- Gabriel Borges : Manuel Feitor
- Simão Pedro Alves : Didi
- Malaquias Costa : Bangaínha
- José Fernandes : Antoninho Barato
- Daniel Barros Pires : Ovídio
- Luís Pires : Zézé
- Aleluia : Olímpia

## Production

### Développement
O Ilhéu de Contenda est le premier long métrage à être réalisé avec le soutien de l'Instituto Cabo-verdiano de Cinema, aujourd'hui disparu.

« Ilhéu de Contenda, le premier film cap-verdien, en vérité, a été entièrement réalisé avec un financement extérieur. Le Cap-Vert n'est pas entré avec un sou. Le pays avait déjà changé de régime politique, mais l'idée et l'initiative de faire un film cap-verdien ont été très malmenées, avant même qu'il ne soit filmé. »

— Leão Lopes

### Tournage

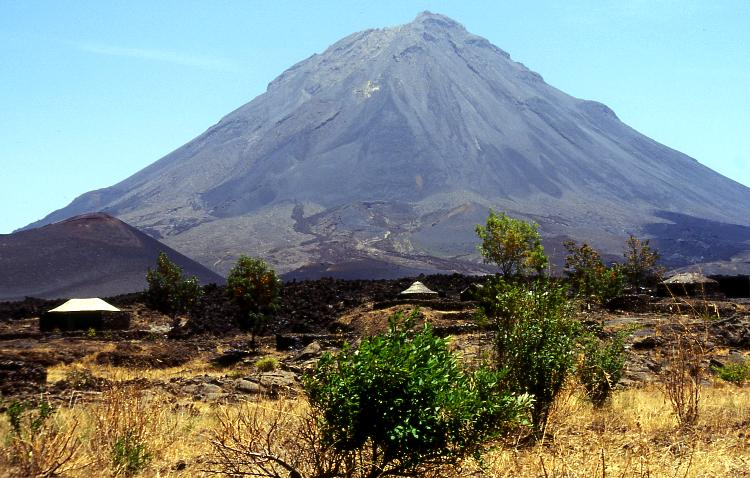
Le Pico do Fogo.

Le tournage a lieu entre juillet et août 1993, dans l'île de Fogo, d'où le Pico do Fogo au début du film.

### Musique
La musique est composée par le musicien portugais, Manuel Paulo Felgueiras (pt). Quelques chansons sont interprétées par la chanteuse cap-verdienne, Cesária Évora.
Liste de pistes
1. Ilhéu De Contenda
2. Sôdad de Caela
3. Rotcha scribida
4. Bluestar
5. O vulcão
6. O encontro
7. Dança da Chuva
8. Soila, Mariquinha e ilhéu
9. 1ª visita ao café do Fogo
10. Micaela: o último dia
11. La barca de mi destino
12. Esmeralda, Chiquinho e o mar
13. Hora di bai
14. La última partida
15. 2ª visita ao café. Tristeza de Bélinha
16. Eclipse
17. O adeus
18. Regresso ao ilhéu

## Festivals et sorties
Le film est projeté lors de la 23e édition du Festival du film à Bruxelles, en Belgique, en 1996.

## Distinctions
- Festival panafricain du cinéma et de la télévision de Ouagadougou 1997 : prix de la meilleure musique[10]